# Pectoral (thérapeutique)
Pour les articles homonymes, voir Pectoral.
Un médicament pectoral est un produit prescrit pour les infections pulmonaires.

## Définition
Par extension du sens de pectoral qui désigne la poitrine (dérivé du latin pectus et pectoralis) au XVIe siècle les produits servant à combattre les infections pulmonaires et bronchiques ont pris le nom de pectoraux.
Ce type de médicament peut se trouver sous forme de sirop, pâte, pastille et tisane. Il se compose de fleurs, de plantes ou de molécules chimiques.

## Tisanes
Il existe 7 fleurs pectorales que l'on utilise seules ou en mélange dans des tisanes :
- Verbascum thapsus (Bouillon blanc)
- Papaver rhoeas (Coquelicot)
- Althaea officinalis (Guimauve officinale)
- Malva sylvestris (Mauve)
- Viola odorata (Violette odorante)

Les plantes suivantes ont été retirées de la liste des fleurs pectorales en raison d'une toxicité potentielle.
Le Tussilage en a été supprimé en raison de la présence d'alcaloïdes pyrrolizidiniques toxiques, et le Pied-de-chat du fait de ses capacités.
potentiellement allergisantes
- Antennaria dioica (Pied de chat)
- Tussilago farfara (Tussilage) dont les feuilles sont aussi utilisées.

Et d'autres parties ou extraits de plantes sont classés pectorales :
- pin sous forme de résine de bourgeons
- eucalyptus, les feuilles ou l'huile essentielle

## Plantes pectorales
La plupart des plantes pectorales sont à base de plantes seules ou en mélange. Les plus fréquemment utilisées sont le pin, l'eucalyptus, la guimauve et le coquelicot.
Plusieurs plantes pectorales contiennent des terpènes (pâte pectorale Oberlin), de la teinture de Belladone de l'éthylmorphine et de la teinture d'Ipéca (pâte pectorale Fournier).
Le mélange pectoral est utilisé en infusion, à raison de 2 cuillères à café dans l'eau bouillante. Boire une tasse 2-3 fois par jour.

## Pastilles à sucer
Les pastilles de violette et celles de coquelicot sont encore très vendues.
Les pastilles au miel de pin contiennent les mêmes principes actifs que les pastilles aux huiles essentielles de pin.

## Sirops
Certains sirops pectoraux ont uniquement des extraits de plantes pectorales comme principes actifs (thym, hysope, sarriette, mauve, souci ou bouillon blanc, coquelicot, violette, pulmonaire, etc).
D'autres sont homéopathiques.
Parmi les sirops dont le rapport risque/efficacité sont mis en doute figurent 
- sirop pectoral Vicks, car il a pour molécule active le pentoxyvérine un antitussif central non opiacé présent aussi dans le pectosan[3], qui expose à des risques cardiaques[4] ;
- les sirops contenant de la pentoxyvérine (ex : Vicks sirop pectoral 0,15%° et Clarix toux sèche pentoxyvérine 0,15 %°), ajoutés (avec 11 autres) en 2020 à la liste noire des médicaments aux effets indésirables disproportionnés par rapport à leur faible efficacité ou à la bénignité de la situation clinique dans laquelle ils sont autorisés (liste publiée annuellement par la revue médicale Prescrire)[5] ;
- L'eucalytine Lebrun, qui contient de la codéine[6].

### Pharmacopée ancienne
Elle mentionne notamment les bouillons de limaçon (escargots) et le sirop pectoral de limaçons, qui ont eu leurs adeptes jusqu'au XIXe ou début du XXe siècle ; 
Voici à titre d'exemple, l'une des manières de préparer le "sirop de Limaçon" : 
- selon la méthode de la pharmacopée universelle de Quincy, recommandée en 1809 par Parmentier (de l’Institut de France, et Premier pharmacien des armées, il est conseillé de « laver les limaçons entiers, puis de les sortir de leurs coquilles, de les mêler avec du sucre en poudre et de les suspendre à la cave au-dessus d'un vase convenable, par le moyen d'une mousseline à travers laquelle s'écoule peu à peu le liquide des limaçons, plus ou moins sucré » ; l'auteur de cette pharmacopée, ajoute Parmentier précise que ce procédé donne pour produit « un sirop très-altérable », qui doit être employé sur-le-champ/ Selon Parmentier et ses collègues, l'efficacité de ce sirop pourrait être lié à sa richesse en soufre.

- D'autres recettes ont cherché à préserver ce sirop ; l'une utilise des escargots de vigne, d'abord lavés vivants à l'eau froide « jusqu'à ce qu'elle cesse d'être louche ». L'escargot est ensuite retiré de sa coquille et coupé en morceaux, cuits à petit feu dans un vase couvert, fait de terre cuite non vernissée, « avec suffisante quantité d'eau pure » ; le mélange est ensuite filtré dans un linge neuf, en exprimant fortement le contenu ; la filature et ensuite décantée et on y ajoute du sucre blanc purifié, un Vin blanc généreux. Le mélange est ensuite clarifié avec une petite quantité d'eau albumineuse ; le jus est ensuite cuit pour lui donner une "consistance un peu forte" puis passé au travers d'un blanchet, et mis à conserver dans des bouteilles bien sèches [7]

Les plus pauvres pouvaient aussi avaler des limaces vivantes.